# Anchieta (Porto Alegre)
Pour les articles homonymes, voir Anchieta.

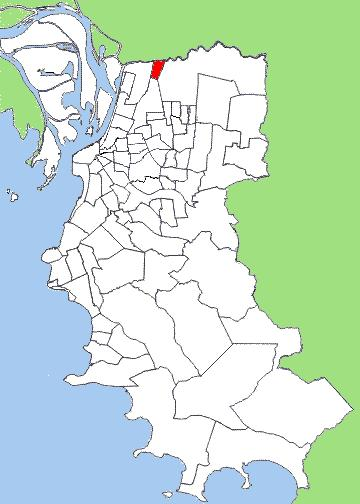
Anchieta (en rouge) est un quartier situé au nord de Porto Alegre

Anchieta est un quartier de la ville de Porto Alegre, capitale de l'État du Rio Grande do Sul.
Il a été créé par la Loi 2022 du 07/12/1959.

## Données générales
- Population (2000) : 203 habitants
  - Hommes : 99
  - Femmes : 104
- Superficie : 84 ha
- Densité : 2,42 hab/ha

## Limites actuelles
De la Route fédérale Br-116 en direction de Canoas, de la limite de cette dernière vers le quartier São João, au sud ; en direction de l'est jusqu'à la limite du rio Gravataí, et, en direction est/ouest, jusqu'à rencontrer de nouveau la Route fédérale et, de là, dans le sens nord-sud, jusqu'à la limite de São João.

## Histoire
Son nom est un hommage au Père Anchieta, fondateur du Collège São Paulo, à l'endroit qui, plus tard, constituera le noyau initial de la capitale pauliste. Dans les années 1970, le quartier était considéré comme un endroit neuf de la municipalité. C'était une zone à l'aspect bucolique, peu peuplée.
À partir de 1973, s'est installée dans le quartier la CESA, la centrale d'approvisionnement alimentaire de l'État du Rio Grande do Sul.
La principale voie d'accès au quartier est l'avenue dos Estados, qui commença à être asphaltée en 1925. Son nom fut officialisé en 1960.

## Aujourd'hui
Le quartier possède des industries et des entrepôts. Une école primaire et un centre d'hébergement collectif pour les étudiants japonais y sont installés.